# Burdž Halifa
Burdž Kalifa ili Burdž Halifa (arap.  — dosl. „kula Halifa”), ranije poznata kao Burdž Dubai (arap.  — dosl. „kula Dubai”), supervisoki je oblakoder koji sa svojih  visine predstavlja najvišu građevinu koju je čovek do sada napravio. Nalazi se u četvrti „Poslovni zaliv” (engl. Business Bay) u Dubaiju, Ujedinjeni Arapski Emirati. Izgradnja je počela 21. septembra 2004. godine, a planirani rok za završetak je bio septembar 2009. godine. Međutim, zgrada je završena i otvorena 4. januara 2010. godine.

## Izvođači radova
Arhitekta je bio Ejdrijan Smit koji je radio sa firmom Skidmor, Ouings i Meril (SOM) do 2006. Firma za arhitekturu i inžinjering SOM bila je vođa projekta. Glavni izvođači radova bili su Samsung C&T i Besiks, zajedno s firmom Arabtek. Terner konstrakšon je upravljao gradilištem. Ukupni budžet za projekat Burdž Dubai iznosio je oko 4,1 milijardi dolara, a cena same zgrade je procenjena na 1,5 milijardi dolara.

## Hronologija izgradnje
- 21. septembar 2004. — Početak gradnje Burdž Kalife.
- februar 2007. — Prestiže čikaški Vilis tauer, kao zgrada s najviše spratova.
- 13. maj 2007. — Postavlja rekord u visini na koju je pumpan beton (452 m), čime je oboren rekord postavljen kod gradnje tajvanskog nebodera Tajpej 101.
- 21. jul 2007. — Postaje najviša zgrada na svijetu prestigavši Tajpej 101 (rekord je neslužben do završetka gradnje).[18]
- 12. avgust 2007. — Prestiže visinu antene Vilis tauera.
- 12. septembar 2007. — Postaje najviša samostojeća svetska građevina, prešavši visinu CN kule u Torontu.[19]
- 1. septembar 2008. — Sa 688 m postaje najviša samostojeća građevina ikad izgrađena, prešavši visinu srušenog Varšavskog radijskog predajnika.[20]
- 17. januar 2009. — Neboder je dosegao konačnu visinu od 818 m.[21]
- 4. januar 2010. — Neboder je otvoren.

## Planovi spratova
Sledi raslojavanje po pojasima i spratovima.
| Spratovi |  | Funkcija/Upotreba         |  | [26]Dimetrička projekcija sa bojom kodiranim razvrstavanjem spratova po funkciji · (slika je interaktivna; da biste označavali pojaseve, otvorite je u novoj kartici brauzera) |
| 160–163  |  | Mehanička                 |  | [26]Dimetrička projekcija sa bojom kodiranim razvrstavanjem spratova po funkciji · (slika je interaktivna; da biste označavali pojaseve, otvorite je u novoj kartici brauzera) |
| 156–159  |  | Komunikacije i emitovanje |  | [26]Dimetrička projekcija sa bojom kodiranim razvrstavanjem spratova po funkciji · (slika je interaktivna; da biste označavali pojaseve, otvorite je u novoj kartici brauzera) |
| 155      |  | Mehanička                 |  | [26]Dimetrička projekcija sa bojom kodiranim razvrstavanjem spratova po funkciji · (slika je interaktivna; da biste označavali pojaseve, otvorite je u novoj kartici brauzera) |
| 149–154  |  | Korporativni apartmani    |  | [26]Dimetrička projekcija sa bojom kodiranim razvrstavanjem spratova po funkciji · (slika je interaktivna; da biste označavali pojaseve, otvorite je u novoj kartici brauzera) |
| 148      |  | Opservatorija Nova paluba |  | [26]Dimetrička projekcija sa bojom kodiranim razvrstavanjem spratova po funkciji · (slika je interaktivna; da biste označavali pojaseve, otvorite je u novoj kartici brauzera) |
| 139–147  |  | Korporativni apartmani    |  | [26]Dimetrička projekcija sa bojom kodiranim razvrstavanjem spratova po funkciji · (slika je interaktivna; da biste označavali pojaseve, otvorite je u novoj kartici brauzera) |
| 136–138  |  | Mehanička                 |  | [26]Dimetrička projekcija sa bojom kodiranim razvrstavanjem spratova po funkciji · (slika je interaktivna; da biste označavali pojaseve, otvorite je u novoj kartici brauzera) |
| 125–135  |  | Korporativni apartmani    |  | [26]Dimetrička projekcija sa bojom kodiranim razvrstavanjem spratova po funkciji · (slika je interaktivna; da biste označavali pojaseve, otvorite je u novoj kartici brauzera) |
| 124      |  | Opservatorija Na vrhu     |  | [26]Dimetrička projekcija sa bojom kodiranim razvrstavanjem spratova po funkciji · (slika je interaktivna; da biste označavali pojaseve, otvorite je u novoj kartici brauzera) |
| 123      |  | Skaj lobi                 |  | [26]Dimetrička projekcija sa bojom kodiranim razvrstavanjem spratova po funkciji · (slika je interaktivna; da biste označavali pojaseve, otvorite je u novoj kartici brauzera) |
| 122      |  | Restoran Atmosfera        |  | [26]Dimetrička projekcija sa bojom kodiranim razvrstavanjem spratova po funkciji · (slika je interaktivna; da biste označavali pojaseve, otvorite je u novoj kartici brauzera) |
| 111–121  |  | Korporativni apartmani    |  | [26]Dimetrička projekcija sa bojom kodiranim razvrstavanjem spratova po funkciji · (slika je interaktivna; da biste označavali pojaseve, otvorite je u novoj kartici brauzera) |
| 109–110  |  | Mehanička                 |  | [26]Dimetrička projekcija sa bojom kodiranim razvrstavanjem spratova po funkciji · (slika je interaktivna; da biste označavali pojaseve, otvorite je u novoj kartici brauzera) |
| 77–108   |  | Stambena                  |  | [26]Dimetrička projekcija sa bojom kodiranim razvrstavanjem spratova po funkciji · (slika je interaktivna; da biste označavali pojaseve, otvorite je u novoj kartici brauzera) |
| 76       |  | Skaj lobi                 |  | [26]Dimetrička projekcija sa bojom kodiranim razvrstavanjem spratova po funkciji · (slika je interaktivna; da biste označavali pojaseve, otvorite je u novoj kartici brauzera) |
| 73–75    |  | Mehanička                 |  | [26]Dimetrička projekcija sa bojom kodiranim razvrstavanjem spratova po funkciji · (slika je interaktivna; da biste označavali pojaseve, otvorite je u novoj kartici brauzera) |
| 44–72    |  | Stambena                  |  | [26]Dimetrička projekcija sa bojom kodiranim razvrstavanjem spratova po funkciji · (slika je interaktivna; da biste označavali pojaseve, otvorite je u novoj kartici brauzera) |
| 43       |  | Skaj lobi                 |  | [26]Dimetrička projekcija sa bojom kodiranim razvrstavanjem spratova po funkciji · (slika je interaktivna; da biste označavali pojaseve, otvorite je u novoj kartici brauzera) |
| 40–42    |  | Mehanička                 |  | [26]Dimetrička projekcija sa bojom kodiranim razvrstavanjem spratova po funkciji · (slika je interaktivna; da biste označavali pojaseve, otvorite je u novoj kartici brauzera) |
| 38–39    |  | Apartmani Hotela Armani   |  | [26]Dimetrička projekcija sa bojom kodiranim razvrstavanjem spratova po funkciji · (slika je interaktivna; da biste označavali pojaseve, otvorite je u novoj kartici brauzera) |
| 19–37    |  | Stambena                  |  | [26]Dimetrička projekcija sa bojom kodiranim razvrstavanjem spratova po funkciji · (slika je interaktivna; da biste označavali pojaseve, otvorite je u novoj kartici brauzera) |
| 17–18    |  | Mehanička                 |  | [26]Dimetrička projekcija sa bojom kodiranim razvrstavanjem spratova po funkciji · (slika je interaktivna; da biste označavali pojaseve, otvorite je u novoj kartici brauzera) |
| 9–16     |  | Rezidencije Armani        |  | [26]Dimetrička projekcija sa bojom kodiranim razvrstavanjem spratova po funkciji · (slika je interaktivna; da biste označavali pojaseve, otvorite je u novoj kartici brauzera) |
| 1–8      |  | Hotel Armani              |  | [26]Dimetrička projekcija sa bojom kodiranim razvrstavanjem spratova po funkciji · (slika je interaktivna; da biste označavali pojaseve, otvorite je u novoj kartici brauzera) |
| Tlo      |  | Hotel Armani              |  | [26]Dimetrička projekcija sa bojom kodiranim razvrstavanjem spratova po funkciji · (slika je interaktivna; da biste označavali pojaseve, otvorite je u novoj kartici brauzera) |
| Prilaz   |  | Hotel Armani              |  | [26]Dimetrička projekcija sa bojom kodiranim razvrstavanjem spratova po funkciji · (slika je interaktivna; da biste označavali pojaseve, otvorite je u novoj kartici brauzera) |
| B1–B2    |  | Parking, mehanička        |  | [26]Dimetrička projekcija sa bojom kodiranim razvrstavanjem spratova po funkciji · (slika je interaktivna; da biste označavali pojaseve, otvorite je u novoj kartici brauzera) |

## Galerija

### Napredak konstrukcije
- 1. februar 2006.
- 29. avgust 2006.
- 11. novembar 2006.
- 2. januar 2007.
- 21. mart 2007.
- 7. maj 2007.
- 9. avgust 2007.
- 11. mart 2008.
- 8. maj 2008.
- 10. jul 2010.
- 8. januar 2010.
- Nakon otvaranja

## Literatura
- (597 ) (Structure, jun 2006)
- (620 ) (Irwin et al., novembar 2006)

## Spoljašnje veze
- Званични веб-сајт
- 360° pogled sa zgrade (Telegraf)
- Studije oko vetra i ostalog (RWDI)
- Otvaranje (sa videima i vezama) i „Održavanje najviše zgrade za svetu” (Bi-Bi-Si)
- „Otvara se najvišiCN toranj na svetu” (slajdšou Ferst posta)
- Pretraga najvećih gigapikselnih zumova i slika za panovanje sa Gigapana
- 4 video leta sa džetpekom oko Kalife (Iv Rosi i Vins Refej) Архивирано на веб-сајту  (12. октобар 2016)
- 3 pogled na Burdž Kalifu Архивирано на веб-сајту  (10. јануар 2017)